# Подвысокое (Изюмский район)
Подвысокое (укр. Підвисоке) — село,
Александровский сельский совет,
Изюмский район,
Харьковская область, Украина.
Код КОАТУУ — 6322880505. Население по переписи 2001 года составляет 55 (28/27 м/ж) человек.

## Географическое положение
Село Подвысокое находится на расстоянии в 1,5 км от села Козютовка и в 2,5 км от села Кунье.
Раньше село входило в село Козютовка.
К селу примыкает небольшой лесной массив (дуб).

## Происхождение названия
Название происходит от того, что село расположено возле леса под названием "Высокий".